# Lubieszyn
Lubieszyn (deutsch Neu Linken oder Marienhof) ist ein Dorf im Nordwesten Polens. Es liegt an der Grenze der Ueckermünder Heide, 13 Kilometer westlich von Stettin-Zentrum und 25 Kilometer südwestlich von Police-Zentrum (vom Markt in der Altstadt (Plac Chrobrego) in Police). Lubieszyn gehört der Landgemeinde Dobra (Daber) im Kreis Police (Pölitz) in der Woiwodschaft Westpommern an.

## Grenzstation
Die Grenzstation Lubieszyn ist die polnische Seite der Grenzstation Linken an der Grenze zwischen der Bundesrepublik Deutschland (Landkreis Vorpommern-Greifswald) und Polen.
Die Stadt liegt an der Landesstraße 10 (Droga krajowa 10), welche am Grenzübergang, als Fortsetzung der Bundesstraße 104 (ehemalige Reichsstraße 104, hier auch Hansische Ostseestraße), beginnt.

## Geschichte
Bis 1939 war Neu Linken ein Ort im Landkreis Randow. Bei dessen Auflösung wurde es in den Landkreis Ueckermünde umgegliedert. Beide Kreise gehörten zum Regierungsbezirk Stettin der preußischen Provinz Pommern.

## Kirche
Kirchlich war Neu Linken und ist Lubieszyn heute noch in die Pfarrei Neuenkirchen bzw. Dołuje eingegliedert: bis 1945 gehörte es zur evangelischen Kirchengemeinde Neuenkirchen im Kirchenkreis Stettin-Land der Kirchenprovinz Pommern der Kirche der Altpreußischen Union. Heute ist Lubieszyn der katholischen Pfarrgemeinde Dołuje im Dekanat Szczecin-Pogodno (Stettin-Braunsfelde) im Erzbistum Stettin-Cammin zugeordnet.